# يوكي يويكوسا
يوكي يويكوسا (باليابانية: 植草 裕樹) (مواليد 2 يوليو 1982)، هو لاعب كرة قدم ياباني سابق كان يلعب كحارس مرمى.

## وصلات خارجية
- يوكي يويكوسا على موقع رابطة كرة القدم اليابانية للمحترفين (اليابانية)
- يوكي يويكوسا على موقع قاعدة بيانات كرة القدم.إي يو (الإنجليزية)
- يوكي يويكوسا على موقع Soccerway.com (الإنجليزية)
- يوكي يويكوسا على موقع عالم كرة القدم.نت (الإنجليزية)
- يوكي يويكوسا على موقع كووورة